# Гнатовка (Кировоградская область)
Гна́товка (укр. Гнатівка) — село в Добровеличковской поселковой общине Новоукраинского района Кировоградской области Украины.
До 2020 года входило в Добровеличковский район
Население по переписи 2001 года составляло 598 человек. Почтовый индекс — 27025. Телефонный код — 5253. Занимает площадь 1,779 км². Код КОАТУУ — 3521781501.